# يونيو 2009
يونيو 2009 هو الشهر السادس من عام 2009. بدأ الشهر يوم الأثنين، وانتهى يوم الثلاثاء بعد 30 يومًا.

## بوابة:أحداث جارية
| \| 1 يونيو 2009 (الإثنين) \| عدل \| تاريخ \| راقب \| تصفح \| |     |       |      |      |
| - طائرة الخطوط الجوية الفرنسية الرحلة 447 تتحطم فوق المحيط الأطلسي وذلك بعد تعرضها لإضطرابات جوية شديدة خلال رحلتها من ريو دي جانيرو إلى باريس وركابها يواجهون مصيرًا مجهولًا. (العربية) - الشرطة الباكستانية تعلن أن مقاتلين من حركة طالبان خطفوا نحو 300 طالب ومدرس وأقاربهم الذين كانوا يتحركون في قافلة من الحافلات الصغيرة في منطقة شمال غرب باكستان. (العربية) - الرئيس التونسي زين العابدين بن علي يدعو لإنجاح الانتخابات الرئاسية والبرلمانية ويعد بأنها ستكون نزيهه.-(سي إن إن) - إيران تنشر ثلاث غواصات حديثة في مياه الخليج العربي قبالة الإمارات إلى جانب 18 زورق سريع وعدد من الطائرات بدون طيار وذلك بعد أقل من أسبوع على تدشين أول قاعدة عسكرية فرنسية في الإمارات.-(سي إن إن) - عملاق صناعة السيارات الأمريكية جنرال موتورز تعلن إفلاسها رسميًا وذلك بعد تقدمها بطلب لحمايتها من الدائنين بحسب الفصل 11 من القانون الأمريكي.-(سي إن إن) |     |       |      |      |
| 1 يونيو 2009 (الإثنين) | عدل | تاريخ | راقب | تصفح |

| 1 يونيو 2009 (الإثنين) | عدل | تاريخ | راقب | تصفح |

| \| 2 يونيو 2009 (الثلاثاء) \| عدل \| تاريخ \| راقب \| تصفح \| |     |       |      |      |
| - القوات الجوية البرازيلية تعلن العثور على مقعد وبعض الحطام في موقع قريب من المكان الذي يرجح سقوط الطائرة الفرنسية في مياه المحيط الأطلسي (بي بي سي) - فريق الأمم المتحدة لتقصي الحقائق حول الهجوم الإسرائيلي على غزة يبدأ زياراته الميدانية في قطاع غزة وإسرائيل على لسان وزير دفاعها إيهود باراك (في الصورة) يستبعد تعاون بلاده مع اللجنة (بي بي سي) - الأحزاب الموريتانية تتفق على تأجيل الانتخابات الرئاسية التي كانت مقررة في 6 يونيو إلى 18 يوليو بهدف السماح لأحزاب المعارضة بالمشاركة فيها (بي بي سي) |     |       |      |      |
| 2 يونيو 2009 (الثلاثاء) | عدل | تاريخ | راقب | تصفح |

| 2 يونيو 2009 (الثلاثاء) | عدل | تاريخ | راقب | تصفح |

| \| 3 يونيو 2009 (الأربعاء) \| عدل \| تاريخ \| راقب \| تصفح \| |     |       |      |      |
| - الرئيس الأمريكي باراك أوباما يجري مباحثات مع ملك السعودية عبد الله بن عبد العزيز (في الصورة) خلال زيارته القصيرة إليها قبل توجهه للقاهرة لتوجيه رساله إلى العالم الإسلامي (بي بي سي) - وزير الدقاع الإسرائيلي إيهود باراك يقول أن كل الخيارات واردة للتعامل مع الملف النووي الإيراني (بي بي سي) - مسؤولون في هيئة الطيران المدني الفرنسية يقولون إنهم قد لا يعثرون أبداً على أجهزة تسجيل البيانات في الطائرة الفرنسية المنكوبة التي فقدت منذ يومين فوق مياه المحيط الأطلسي (بي بي سي) - الرئيس السوري بشار الأسد يعين رئيس أركان الجيش السوري العماد علي حبيب محمود وزيراً للدفاع خلفاً لحسن توركماني (بي بي سي) |     |       |      |      |
| 3 يونيو 2009 (الأربعاء) | عدل | تاريخ | راقب | تصفح |

| 3 يونيو 2009 (الأربعاء) | عدل | تاريخ | راقب | تصفح |

| \| 4 يونيو 2009 (الخميس) \| عدل \| تاريخ \| راقب \| تصفح \| |     |       |      |      |
| - الرئيس الأمريكي باراك أوباما (في الصورة) يدعو في خطابة الموجه إلى العالم الإسلامي من جامعة القاهرة إلى فتح صفحة جديدة بين الولايات المتحدة والمسلمين تمكنهم سوياً من مواجهة التطرف والعنف حول العالم وتحقيق السلام في الشرق الأوسط (بي بي سي) - الجناح العسكري لحركة حماس يحمل السلطة الوطنية الفلسطينية مسؤولية الاشتباكات التي جرت بين قوات الأمن ومسلحي الحركة في مدينة قلقيلية في الضفة الغربية (بي بي سي) - الحكومة الإسرائيلية تقول بعد الكلمة التي وجهها الرئيس الأمريكي باراك أوباما للمسلمين إنها تشاركه آماله للسلام في الشرق الأوسط لكن الأولوية تبقى للمصالح الأمنية لإسرائيل (رويترز) - أثيوبيا تعترف بقيام أفراد من جيشها بمهام استطلاع في الصومال (رويترز) - أفرقاء الأزمة الموريتانية يوقعون في نواكشوط على الاتفاق الذي توصلو إليه في مباحثاتهم التي عقدوها بالسنغال الذي يتضمن تشكيل حكومة وحدة وطنية وعودة رمزية للرئيس المخلوع سيدي محمد ولد الشيخ عبد الله وإعادة فتح باب الترشيح للانتخابات الرئاسية (الجزيرة) - الجيش الباكستاني يعلن أن الطلاب الذين إختطفتهم حركة طالبان قبل أيام باتوا الآن في عهدة السلطات الأمنية وإنهم بصحة جيدة وبسلام بدون توضيح لكيفية تحريرهم من الخطف-(سي إن إن) |     |       |      |      |
| 4 يونيو 2009 (الخميس) | عدل | تاريخ | راقب | تصفح |

| 4 يونيو 2009 (الخميس) | عدل | تاريخ | راقب | تصفح |

| \| 5 يونيو 2009 (الجمعة) \| عدل \| تاريخ \| راقب \| تصفح \| |     |       |      |      |
| - رئيس وزراء بريطانيا جوردون براون (في الصورة) يجري تعديلًا طارئًا على حكومته بعد سلسلة من الاستقالات ويتعهد بالبقاء بمنصبه وبمواصلة العمل مع فريقه الوزاري حتى إنقاذ الاقتصاد و"تطهير السياسة في بلاده" (بي بي سي) - الوكالة الدولية للطاقة الذرية تؤكد في تقريرها أن إيران زادت عدد أجهزة الطرد المركزي الخاصة بتخصيب اليورانيوم إلى ما يقرب 5 آلاف جهاز (بي بي سي) - وزيرة الخارجية الولايات المتحدة هيلاري كلينتون ترفض حجج إسرائيل بشأن المستوطنات الإسرائيلية في الضفة الغربية (رويترز) - حزب العمال (المملكة المتحدة) يمنى بخسائر فادحة في الانتخابات المحلية (رويترز) |     |       |      |      |
| 5 يونيو 2009 (الجمعة) | عدل | تاريخ | راقب | تصفح |

| 5 يونيو 2009 (الجمعة) | عدل | تاريخ | راقب | تصفح |

| \| 6 يونيو 2009 (السبت) \| عدل \| تاريخ \| راقب \| تصفح \| |     |       |      |      |
| - عشية انتخابات مجلس النواب اللبناني البطريك الماروني الكاردينال نصر الله بطرس صفير (في الصورة) يقول أن لبنان يواجه تهديداً يهدد كيانه وعروبته في إشارة بدت أنها ضد حزب الله وحلفائه (العربية) - الرئيس الأمريكي باراك أوباما يؤكد الحاجة إلى الدبلوماسية الحازمة في التعامل مع البرنامج النووي الإيراني ويقول أنه سيكون حاسماً مع كوريا الشمالية بعد أن أجرت تفجيرها النووي الثاني (رويترز) - فريق الإنقاذ البرازيلي يعثر على جثتي رجلين يعتقد أنهما من ركاب طائرة الخطوط الجوية الفرنسية المنكوبة (بي بي سي) |     |       |      |      |
| 6 يونيو 2009 (السبت) | عدل | تاريخ | راقب | تصفح |

| 6 يونيو 2009 (السبت) | عدل | تاريخ | راقب | تصفح |

| \| 7 يونيو 2009 (الأحد) \| عدل \| تاريخ \| راقب \| تصفح \| |     |       |      |      |
| - وزير الداخلية اللبناني زياد بارود يقول أن نسبة المشاركة في انتخابات مجلس النواب اللبناني 52% وهي تعد من أعلى النسب المسجلة في تاريخ الانتخابات في لبنان كما إنها نسبة قياسية منذ نهاية الحرب الأهلية (بي بي سي) - وزيرة الخارجية الأمريكية هيلاري كلينتون تقول إن الولايات المتحدة تبحث إعادة كوريا الشمالية إلى قائمة الدول الراعية للإرهاب وذلك رداً على التجربة النووية التي أجرتها في مايو الماضي (بي بي سي) - السعودية والكويت وقطر والبحرين يوقعون في الرياض على اتفاقية إقامة الوحدة النقدية الخليجية الموحدة التي تضمهم، وقد كانت الإمارات قد إنسحبت احتجاجاً على اختيار الرياض مقراً للبنك المركزي الخليجي بينما لم تدخل عُمان منذ البداية (الجزيرة) |     |       |      |      |
| 7 يونيو 2009 (الأحد) | عدل | تاريخ | راقب | تصفح |

| 7 يونيو 2009 (الأحد) | عدل | تاريخ | راقب | تصفح |

| \| 8 يونيو 2009 (الإثنين) \| عدل \| تاريخ \| راقب \| تصفح \| |     |       |      |      |
| - وزير الداخلية اللبناني زياد بارود يعلن النتائج الرسمية للانتخابات النيابية والتي أظهرت فوز تحالف 14 آذار بالأغلبية النيابية بواقع 71 مقعد مقابل 57 لقوى المعارضة (بي بي سي) - أمين عام حزب الله حسن نصر الله يعلن القبول بنتائج الانتخابات بكل روح ديمقراطية (بي بي سي) - وفد من المكتب السياسي لحركة حماس برئاسة رئيس المكتب خالد مشعل يصل إلى القاهرة بناء على دعوة مصرية رسمية لبحث سبل استكمال حوار القاهرة بين الفصائل الفلسطينية (بي بي سي) - هزيمة تاريخية لأحزاب اليسار في انتخابات البرلمان الأوروبي (بي بي سي) - وفاة رئيس الجابون عمر بونجو في مستشفى بإسبانيا بعد أكثر من أربعة عقود تولى خلالها رئاسة الدولة المنتجة للنفط في وسط أفريقيا (رويترز) |     |       |      |      |
| 8 يونيو 2009 (الإثنين) | عدل | تاريخ | راقب | تصفح |

| 8 يونيو 2009 (الإثنين) | عدل | تاريخ | راقب | تصفح |

| \| 9 يونيو 2009 (الثلاثاء) \| عدل \| تاريخ \| راقب \| تصفح \| |     |       |      |      |
| - انفجار قنبلة خارج فندق في مدينة بيشاور الباكستانية يؤدي إلى سقوط عدد كبير من القتلى والجرحى من بينهم وزير وعضو في البرلمان (الجزيرة) - زعيم المعارضة الموريتانية أحمد ولد داداه يعلن ترشحة للانتخابات الرئاسية (الجزيرة) - سعد الدين الحريري بعد فوز فريقة بالانتخابات النيابية يقول إن اللبنانيين صوتو للبنان أولاً وليس دعماً للغرب أو ضد إيران وسوريا ويعلن استعداده لرئاسة الحكومة إذا اتفق مع حلفائه على ذلك-(سي إن إن) - المبعوث الأمريكي للشرق الأوسط جورج ميتشل بعد لقائه مسؤولين إسرائيليين وفلسطينيين يحث على العودة السريعة للمحادثات في الشرق الأوسط (بي بي سي) - رئيس المكتب السياسي لحركة حماس خالد مشعل (في الصورة) يقول إن الجهود المصرية لرأب الصدع بين الفصائل الفلسطينية المتنافسة تواجه عراقيل بسبب الحملة الأمنية التي تشنها قوات الأمن الفلسطينية في الضفة الغربية ضد أهداف حركة حماس (رويترز) |     |       |      |      |
| 9 يونيو 2009 (الثلاثاء) | عدل | تاريخ | راقب | تصفح |

| 9 يونيو 2009 (الثلاثاء) | عدل | تاريخ | راقب | تصفح |

| \| 10 يونيو 2009 (الأربعاء) \| عدل \| تاريخ \| راقب \| تصفح \| |     |       |      |      |
| - رئيس المكتب السياسي لحركة حماس خالد مشعل يقول إن الحركة لن تقف في طريق حل قائم على انسحاب الجيش الإسرائيلي إلى حدود ما قبل 5 يونيو 1967 (بي بي سي) - الرئيس الليبي معمر القذافي (في الصورة) يقوم بأول زيارة له إلى إيطاليا منذ توليه الحكم عام 1969 (بي بي سي) - نائب أمين عام حزب الله نعيم قاسم يقول إن الحزب مستعد لفتح صفحة جديدة في لبنان (رويترز) |     |       |      |      |
| 10 يونيو 2009 (الأربعاء) | عدل | تاريخ | راقب | تصفح |

| 10 يونيو 2009 (الأربعاء) | عدل | تاريخ | راقب | تصفح |

| \| 11 يونيو 2009 (الخميس) \| عدل \| تاريخ \| راقب \| تصفح \| |     |       |      |      |
| - منظمة الصحة العالمية تعلن مرض إنفلونزا الخنازير وباء عالمي وتتوقع أن يستمر الوباء مدة تتراوح من عام إلى عامين في أنحاء العالم (بي بي سي) - انتهاء الحملة الانتخابية في إيران ببلوغ لحرب الكلامية ذروتها بين المتنافسين والناخبون يتوجهون غداً إلى صناديق الاقتراع لانتخاب الرئيس (بي بي سي) - السودان المسئول الرئيسي عن العمليات الإنسانية والإغاثة في الأمم المتحدة يعلن أن الحكومة السودانية قررت السماح لأربع وكالاث دولية للإغاثة بالعودة إلى العمل في البلاد بعد أن كانت قد طردتها في مارس الماضي من إقليم دارفور (بي بي سي) - رئيس وزراء العراق نوري المالكي (في الصورة) يتوقع زيادة وتيرة العنف في بلاده قبل الانتخابات البرلمانية مقررة في يناير المقبل وذلك بعد يوم من مقتل 33 شخص على الأقل في انفجار سيارة ملغومة في سوق بجنوب البلاد (رويترز) - ملك الأردن عبد الله الثاني يقول بعد لقائه جورج ميتشل إن على إسرائيل والفلسطينيين الاستفاده من الزخم الذي صاحب جهود الرئيس الأمريكي باراك أوباما للسلام من أجل التوصل إلى حل للصراع العربي الإسرائيلي (رويترز) |     |       |      |      |
| 11 يونيو 2009 (الخميس) | عدل | تاريخ | راقب | تصفح |

| 11 يونيو 2009 (الخميس) | عدل | تاريخ | راقب | تصفح |

| \| 12 يونيو 2009 (الجمعة) \| عدل \| تاريخ \| راقب \| تصفح \| |     |       |      |      |
| - اغتيال النائب في مجلس النواب العراقي حارث العبيدي في هجوم مسلح عقب أدائه صلاة الجمعة على يد فتى بالخامسة والعشرين من العمر (بي بي سي) - إقبال كبير على التصويت في انتخابات الرئاسة الإيرانية العاشرة منذ قيام الثورة الإسلامية الإيرانية (بي بي سي) - مجلس الأمن الدولي يوافق بالإجماع لصالح توسيع العقوبات المفروضة على كوريا الشمالية بسبب تجاربها النووية الأخيرة (بي بي سي) - الهند تعلن أن جيشها سينسحب تدريجياً من مدن كشمير ذات الغالبية الإسلامية والتي تشهد أعمال عنف متواصلة منذ عقدين (بي بي سي) |     |       |      |      |
| 12 يونيو 2009 (الجمعة) | عدل | تاريخ | راقب | تصفح |

| 12 يونيو 2009 (الجمعة) | عدل | تاريخ | راقب | تصفح |

| \| 13 يونيو 2009 (السبت) \| عدل \| تاريخ \| راقب \| تصفح \| |     |       |      |      |
| - إعلان فوز الرئيس الإيراني المنتهية ولايته محمود أحمدي نجاد بولاية رئاسية ثانية وأنصار المرشح مير حسين موسوي (في الصورة) يشتبكون مع الشرطة احتجاجاً على نتائج الانتخابات (بي بي سي) - وزيرة الخارجية الأمريكية هيلاري كلينتون تقول أن الاستفزازات المتواصلة من جانب كوريا الشمالية فيما يتعلق بالملف النووي مؤسفة للغاية وتؤكد إن الولايات المتحدة تبذل كل ما في وسعها للحيلولة دون انتشار السلاح النووي (بي بي سي) |     |       |      |      |
| 13 يونيو 2009 (السبت) | عدل | تاريخ | راقب | تصفح |

| 13 يونيو 2009 (السبت) | عدل | تاريخ | راقب | تصفح |

| \| 14 يونيو 2009 (الأحد) \| عدل \| تاريخ \| راقب \| تصفح \| |     |       |      |      |
| - رئيس وزراء إسرائيل بنيامين نتنياهو (في الصورة) يعلن في خطاب استعداده لقبول قيام دولة فلسطينية تكون منزوعة السلاح إذا اعترف الفلسطينيون بإسرائيل كدولة يهودية كما رفض عودة اللاجئين مؤكدا ضرورة حل قضية اللاجئين الفلسطينيين خارج إسرائيل والرئاسة الفلسطينية ترفض ما جاء في الخطاب وتقول إنه يشكل تحدي واضح للموقف الفلسطيني والعربي (الجزيرة) - الرئيس الإيراني محمود أحمدي نجاد بعد فوزه بأغلبية كبيرة في الانتخابات الرئاسية التي جرت الجمعة يقلل من أهمية الاحتجاجات على نتائج الانتخابات ويعتبر النتيجة انتصار للشعب الإيراني ككل (رويترز) |     |       |      |      |
| 14 يونيو 2009 (الأحد) | عدل | تاريخ | راقب | تصفح |

| 14 يونيو 2009 (الأحد) | عدل | تاريخ | راقب | تصفح |

| \| 15 يونيو 2009 (الإثنين) \| عدل \| تاريخ \| راقب \| تصفح \| |     |       |      |      |
| - أنصار المرشح لانتخابات الرئاسة الإيرانية مير حسين موسوي يقومون بمظاهرة كبيرة في العاصمة طهران احتجاجاً على الانتخابات الرئاسية وسط أنباء عن سماع إطلاق نار في ثلاث مناطق متفرقة في العاصمة الإيرانية وسط معلومات إعلامية عن سقوط قتيل وعدد من الجرحى (الجزيرة) - مصادر أمنية يمنية تعلن العثور على جثث ثلاث نساء ألمانيات من بين تسعة أجانب خطفوا يوم الجمعة الماضي في مدينة صعدة شمال البلاد (الجزيرة) - مجلس صيانة الدستور في إيران يعلن إنه سيبت قريباً في الطلب الذي تقدم به المرشح مير حسين موسوي لإلغاء نتائج الانتخابات الرئاسية (بي بي سي) - الفلسطينيون يرفضون الشروط التي وضعها رئيس الوزراء الإسرائيلي بنيامين نتنياهو للموافقة على حل الدولتين ومنها قيام دولة فلسطينية منزوعة السلاح قائلين إن هذه الشروط شلت عملية السلام (بي بي سي) - انطلاق معرض باريس الجوي - في مباراة مثيرة ضمن كأس العالم للقارات منتخب البرازيل يفوز على المنتخب المصري بفرق هدف واحد - وفاة وزير الداخلية المصري الأسبق محمد النبوي إسماعيل |     |       |      |      |
| 15 يونيو 2009 (الإثنين) | عدل | تاريخ | راقب | تصفح |

| 15 يونيو 2009 (الإثنين) | عدل | تاريخ | راقب | تصفح |

| \| 16 يونيو 2009 (الثلاثاء) \| عدل \| تاريخ \| راقب \| تصفح \| |     |       |      |      |
| - مظاهرات متبادلة في طهران بين أنصار محمود أحمدي نجاد ومير حسين موسوي على الرغم من دعوة الأخير لأنصاره بعدم التظاهر والمرشد الأعلى للجمهورية علي خامنئي يعلن تأييده لإعادة الفرز الجزئي للأصوات (العربية) - الرئيس الأمريكي الأسبق جيمي كارتر (في الصورة) يقول بعد زيارته لقطاع غزة أن الفلسطينيين فيه يعاملون كالحيوانات ويدين قصف القطاع الذي قامت به إسرائيل في يناير الماضي واستمرارها بحصاره تجارياً (رويترز) |     |       |      |      |
| 16 يونيو 2009 (الثلاثاء) | عدل | تاريخ | راقب | تصفح |

| 16 يونيو 2009 (الثلاثاء) | عدل | تاريخ | راقب | تصفح |

| \| 17 يونيو 2009 (الأربعاء) \| عدل \| تاريخ \| راقب \| تصفح \| |     |       |      |      |
| - المبعوث الأمريكي الخاص إلى الشرق الأوسط جورج ميتشل (في الصورة) يقول إنه يأمل أن تكتمل قريباً المفاوضات الأولية التي تجريها الولايات المتحدة مع جميع أطراف الصراع الإسرائيلي - الفلسطيني وإنه يمكن بدء المحادثات الموسعة (رويترز) - احتجاجات سلمية هادئه في طهران لليوم الخامس على التوالي احتجاجاً على نتيجة الانتخابات الرئاسية والمرشح الخاسر مير حسين موسوي يدعو إلى يوم حداد حزناً على الذين قتلوا في الاشتباكات (رويترز) - محكمة الاستئناف الإسرائيلية تقرر الإفراج عن رئيس المجلس التشريعي الفلسطيني عزيز دويك بعد أن رفضت الطلب المقدم من النيابة العامة لتمديد الحكم بحجة توليه رئاسة المجلس التشريعي ورئاسة تنظيم محظور (العربية) |     |       |      |      |
| 17 يونيو 2009 (الأربعاء) | عدل | تاريخ | راقب | تصفح |

| 17 يونيو 2009 (الأربعاء) | عدل | تاريخ | راقب | تصفح |

| \| 18 يونيو 2009 (الخميس) \| عدل \| تاريخ \| راقب \| تصفح \| |     |       |      |      |
| - إسرائيل تتهم المدير العام للوكالة الدولية للطاقة الذرية محمد البرادعي (في الصورة) بالتحيز سياسياً في تحقيق تجريه الوكالة في مزاعم إن موقع سوري دمرته إسرائيل كان مفاعل نووي سري وأدى ذلك إلى حدوث مشادة مع البرادعي الذي وصف موقف إسرائيل بأنه مشوه تماماً (رويترز) - هجوم انتحاري قام به متمردون إسلاميون حسب مسؤولون صوماليون يؤدي إلى مقتل وزير الأمن في الصومال (رويترز) - نائب الرئيس السوداني وقائد الحركة الشعبية لتحرير السودان سيلفا كير يحذر من أن القوات المسلحة التابعة للحركة يعاد تنظيمها حالياً استعدادا للدفاع عن نفسها في حال نشوب الحرب مجددا بين الشمال والجنوب (بي بي سي) - روسيا والصين تحثان كوريا الشمالية على إلى طاولة المفاوضات بشأن مستقبل برنامجها النووي (بي بي سي) |     |       |      |      |
| 18 يونيو 2009 (الخميس) | عدل | تاريخ | راقب | تصفح |

| 18 يونيو 2009 (الخميس) | عدل | تاريخ | راقب | تصفح |

| \| 19 يونيو 2009 (الجمعة) \| عدل \| تاريخ \| راقب \| تصفح \| |     |       |      |      |
| - المرشد الأعلى للجمهورية في إيران علي خامنئي يدعو إلى وقف الاحتجاجات التي أعقبت الانتخابات الرئاسية واصفاً إياها بغير المقبولة (بي بي سي) - أمين عام حزب الله حسن نصر الله يلتقي مع رئيس الحزب التقدمي الاشتراكي وليد جنبلاط (في الصورة) بعد ثلاث سنوات من الخلاف (بي بي سي) |     |       |      |      |
| 19 يونيو 2009 (الجمعة) | عدل | تاريخ | راقب | تصفح |

| 19 يونيو 2009 (الجمعة) | عدل | تاريخ | راقب | تصفح |

| \| 20 يونيو 2009 (السبت) \| عدل \| تاريخ \| راقب \| تصفح \| |     |       |      |      |
| - تصاعد في أزمة الرئاسة في إيران باندلاع مواجهات عنيفة بين شرطة مكافحة الشغب وآلاف المتظاهرين الذين حاولوا الوصول إلى ساحة انقلاب وتعرض ضريح الإمام الخميني لهجوم انتحاري أدى إلى قتلى وجرحى (العربية) - اشتداد المعارك بمقديشو والحكومة الصومالية تطلب مساعدات عسكرية عاجلة من دول الجوار (العربية) - مقتل 60 شخص على الأقل وإصابة أكثر من 166 آخرين في هجوم انتحاري بشاحنة مفخخة قرب مسجد للشيعة في إحدى البلدات القريبة من مدينة كركوك بشمال العراق-(سي إن إن) - الرئيس الفلسطيني محمود عباس يلتقي في دمشق الرئيس السوري بشار الأسد لبحث الجهود الأمريكية لاستئناف مفاوضات السلام في الشرق الأوسط (بي بي سي) |     |       |      |      |
| 20 يونيو 2009 (السبت) | عدل | تاريخ | راقب | تصفح |

| 20 يونيو 2009 (السبت) | عدل | تاريخ | راقب | تصفح |

| \| 21 يونيو 2009 (الأحد) \| عدل \| تاريخ \| راقب \| تصفح \| |     |       |      |      |
| - وزير الدفاع الإسرائيلي إيهود باراك يقول بعد لقائه بالرئيس المصري محمد حسني مبارك إنه يرى أن هناك فرصة لإحراز تقدم في عملية السلام (رويترز) - الرئيس الأمريكي باراك أوباما يعبر عن قلقه المستمر بشأن العنف والإجراءات الجائرة التي تتخذ ضد المتظاهرين الإيرانيين وذلك خلال اجتماع مع مستشاريه الذين أطلعوه على التطورات في الجمهورية الإسلامية (رويترز) - الزعيم الإيراني المعارض مير حسين موسوي يدعو أنصاره إلى مواصلة الاحتجاجات على الانتخابات الرئاسية ولكن مع ضبط النفس (الجزيرة) - الجيش الباكستاني يقصف مواقع يعتقد أنها تابعة لزعيم حركة طالبان باكستان بيت الله محسود في مقاطعة جنوب وزيرستان ورئيس الوزراء يوسف رضا جيلاني (في الصورة) يتوعد باجتثاث المسلحين (الجزيرة) |     |       |      |      |
| 21 يونيو 2009 (الأحد) | عدل | تاريخ | راقب | تصفح |

| 21 يونيو 2009 (الأحد) | عدل | تاريخ | راقب | تصفح |

| \| 22 يونيو 2009 (الإثنين) \| عدل \| تاريخ \| راقب \| تصفح \| |     |       |      |      |
| - انفجار قنبلة يدمر حافلة تقل تلاميذ في بغداد ويؤدي إلى مقتل 27 شخص (رويترز) - الحرس الثوري الإيراني يحذر أنه سيقمع أي مظاهرات جديدة احتجاجاً على نتائج الانتخابات الرئاسية (بي بي سي) - نجاة رئيس جمهورية إنغوشيتيا المتمتعة بالحكم الذاتي ضمن روسيا الاتحادية يونس بك يفكيروف من محاولة اغتيال إثر انفجار سيارة ملغومة في موكبه (بي بي سي) - الرئيس الصومالي شيخ شريف شيخ أحمد (في الصورة) يعلن حالة الطوارئ إزاء تصاعد هجمات المتمردين الإسلاميين (العربية) |     |       |      |      |
| 22 يونيو 2009 (الإثنين) | عدل | تاريخ | راقب | تصفح |

| 22 يونيو 2009 (الإثنين) | عدل | تاريخ | راقب | تصفح |

| \| 23 يونيو 2009 (الثلاثاء) \| عدل \| تاريخ \| راقب \| تصفح \| |     |       |      |      |
| - إيران تنتقد أمين عام الأمم المتحدة بان كي مون بسبب تصريحاته التي اعتبرتها تدخل بشئونه الداخلية وتطرد دبلوماسيين بريطانيين لاعتبارهم يتدخلون بشئونها الداخلية وبريطانيا ترد بطرد دبلوماسيين إيرانيين (بي بي سي) - السلطات الإسرائيلية تطلق سراح رئيس المجلس التشريعي الفلسطيني عزيز دويك بعد ثلاث سنوات من الاعتقال (بي بي سي) - نواب في مجلس الأمة الكويتي يقدمون بطلب لحجب الثقة عن وزير الداخلية الكويتي الشيخ جابر الخالد الصباح (العربية) - الرئيس الروسي دميتري ميدفيديف (في الصورة) يقول في مؤتمر صحفي مشترك مع الرئيس المصري محمد حسني مبارك إن بلاده تسعى لاستضافة مؤتمر للسلام في الشرق الأوسط قبل نهاية عام 2009 (رويترز) - الولايات المتحدة تحث شمال السودان وجنوبه على تنفيذ اتفاق السلام بينهما الموقع بعام 2005 (رويترز) |     |       |      |      |
| 23 يونيو 2009 (الثلاثاء) | عدل | تاريخ | راقب | تصفح |

| 23 يونيو 2009 (الثلاثاء) | عدل | تاريخ | راقب | تصفح |

| \| 24 يونيو 2009 (الأربعاء) \| عدل \| تاريخ \| راقب \| تصفح \| |     |       |      |      |
| - إنفجار يستهدف سوق في مدينة الصدر يؤدي إلى مقتل أكثر من 60 شخصا وإصابة 125 آخرين (بي بي سي) - المرشد الأعلى للثورة الإسلامية الإيرانية علي خامنئي (في الصورة) يقول إن المؤسسات الرسمية لن تخضع للضغوط الدولية بشان نتائج الانتخابات الرئاسية المتنازع على نتائجها (بي بي سي) - مواجهات بين مؤيدين للحكومة اليمنية ومعارضين يطالبون بالإنفصال في محافظة الضالع تؤدي إلى إصابة أربعة أشخاص (بي بي سي) - مسؤول في وزارة الخارجية الأمريكية يعلن أن واشنطن قررت إعادة سفيرها إلى سوريا وذلك بعد أربع سنوات من من سحب سفيرها منه (بي بي سي) |     |       |      |      |
| 24 يونيو 2009 (الأربعاء) | عدل | تاريخ | راقب | تصفح |

| 24 يونيو 2009 (الأربعاء) | عدل | تاريخ | راقب | تصفح |

| \| 25 يونيو 2009 (الخميس) \| عدل \| تاريخ \| راقب \| تصفح \| |     |       |      |      |
| - رئيس المكتب السياسي لحركة حماس خالد مشعل (في الصورة) يعلن رفضه ما جاء في خطاب رئيس وزراء إسرائيل بنيامين نتنياهو بشأن القضية الفسطينية (بي بي سي) - زعيم المعارضة الإيرانية مير حسين موسوي يقول إنه وأنصاره سيواصلون الاحتجاج على التلاعب بنتائج الانتخابات رغم الضغوط التي يتعرضون لها (بي بي سي) - وزير الخارجية الإسرائيلي أفغدور ليبرمان يقول إن بلاده تريد استئناف المفاوضات مع سوريا في أقرب فرصة إلا إنها يجب أن تكون مباشرة وغير مشروطة (بي بي سي) - مجلس النواب اللبناني ينتخب نبيه بري رئيساً له للمرة الخامسة على التوالي (بي بي سي) - وفاة مغني البوب الأمريكي مايكل جاكسون بالسكتة القلبية بعد أن أدخل إلى المستشفى في لوس أنجلوس بولاية كاليفورنيا (بي بي سي) |     |       |      |      |
| 25 يونيو 2009 (الخميس) | عدل | تاريخ | راقب | تصفح |

| 25 يونيو 2009 (الخميس) | عدل | تاريخ | راقب | تصفح |

| \| 26 يونيو 2009 (الجمعة) \| عدل \| تاريخ \| راقب \| تصفح \| |     |       |      |      |
| - اللجنة الرباعية الدولية تحث إسرائيل على تجميد كل الأنشطة الاستيطانية في الأراضي الفلسطينية (رويترز) - مجلس صيانة الدستور في إيران يشكل لجنة خاصة لدراسة الإعتراضات على نتائج الانتخابات الرئاسية ولإعداد تقرير حولها (العربية) - وزراء خارجية دول مجموعة الثماني يشجبون أحداث العنف التي أعقبت الانتخابات الرئاسية في إيران ويدعون السلطات الإيرانية إلى احترام حقوق الإنسان الأساسية وبينها حرية التعبير (بي بي سي) - السطات الأمنية المغربية تلقي القبض على خلية إرهابية مشتبه بها كانت تنشط بين المغرب وإسبانيا مكونة من خمسة مسلحين ينتمون إلى الحركة السلفية الجهادية (بي بي سي) |     |       |      |      |
| 26 يونيو 2009 (الجمعة) | عدل | تاريخ | راقب | تصفح |

| 26 يونيو 2009 (الجمعة) | عدل | تاريخ | راقب | تصفح |

| \| 27 يونيو 2009 (السبت) \| عدل \| تاريخ \| راقب \| تصفح \| |     |       |      |      |
| - الرئيس اللبناني ميشال سليمان يكلف سعد الدين الحريري (في الصورة) بتشكيل الحكومة الجديدة وذلك بعد تسميته من 86 نائب في البرلمان والحريري يؤكد بعد التكليف بالإلتزام بتشكيل حكومة وحدة وطنية تتمثل فيها الكتل النيابية وتكون حكومة للإنجاز بعيدة عن أي عرقلة أو شلل وبالتشاور مع جميع الكتل النيابية (بي بي سي) - الرئيس الموريتاني المخلوع سيدي محمد ولد الشيخ عبد الله يستقيل من منصبة رسمياً بعد قيامة بتعيين حكومة وحدة وطنية جديدة لكي يتسنى إجراء الانتخابات الرئاسية الشهر القادم وذلك في إطار اتفاق مع العسكريين الذين أطاحوا به (رويترز) - المرشح الإصلاحي الخاسر في الانتخابات الإيرانية مير حسين موسوي يبعث برسالة إلى مجلس صيانة الدستور يؤكد فيها أنه لا حل للأزمة الناشبة في البلاد إلا بإلغاء الانتخابات (العربية) |     |       |      |      |
| 27 يونيو 2009 (السبت) | عدل | تاريخ | راقب | تصفح |

| 27 يونيو 2009 (السبت) | عدل | تاريخ | راقب | تصفح |

| \| 28 يونيو 2009 (الأحد) \| عدل \| تاريخ \| راقب \| تصفح \| |     |       |      |      |
| - إشتباكات عنيفة في غرب بيروت بين مسلحين ملثمين من حركة أمل وتيار المستقبل تؤدي إلى مقتل امرأة وسقوط ثلاثة جرحى بينهم عنصر من الجيش اللبناني (العربية) - إيران تحتجز 8 موظفين إيرانيين يعملون في السفارة البريطانية بطهران لإتهامهم بالتورط في الإضطرابات التي تشهدها إيران بعد الانتخابات الرئاسية وبريطانيا تعلن أن وزراء خارجية الاتحاد الأوروبي اتفقوا على أن يواجهوا أي ترهيب إيراني للدبلوماسيين الأوروبيين في طهران برد جماعي قوي (العربية) - لجنة تقصي الحقائق الدولية المكلفة بالتحقيق بالحرب على غزة تعقد أول جلساتها في مدينة غزة (بي بي سي) - قوات الجيش في هندوراس تعتقل الرئيس مانويل زيلايا بعد محاصرة القصر الرئاسي بينما ذكرت مصادر مطلعة أن الرئيس وصل لاحقاً إلى كوستاريكا (بي بي سي) - الناخبون في غينيا بيساو يدلون بأصواتهم لاختيار رئيس جديد خلفاً للرئيس الراحل جواو برناردو فييرا الذي اغتيل على أيدي عناصر من الجيش خلال شهر مارس الماضي (بي بي سي) |     |       |      |      |
| 28 يونيو 2009 (الأحد) | عدل | تاريخ | راقب | تصفح |

| 28 يونيو 2009 (الأحد) | عدل | تاريخ | راقب | تصفح |

| \| 29 يونيو 2009 (الإثنين) \| عدل \| تاريخ \| راقب \| تصفح \| |     |       |      |      |
| - مجلس صيانة الدستور في إيران يؤكد نتيجة انتخابات الرئاسة الإيرانية بفوز الرئيس محمود أحمدي نجاد (في الصورة) بعد إعادة فرز جزئي لأصوات الناخبين (الجزيرة) - قوات الأمن في هندوراس تواجه مؤيدين غاضبين للرئيس المخلوع مانويل زيلايا والزعماء اليساريون في أمريكا اللاتينية يجتمعون لصياغة رد على انقلاب الجيش والولايات المتحدة تدعوا إلى العودة إلى النظام الديمقراطي (رويترز) |     |       |      |      |
| 29 يونيو 2009 (الإثنين) | عدل | تاريخ | راقب | تصفح |

| 29 يونيو 2009 (الإثنين) | عدل | تاريخ | راقب | تصفح |

| \| 30 يونيو 2009 (الثلاثاء) \| عدل \| تاريخ \| راقب \| تصفح \| |     |       |      |      |
| - القوات الأمريكية تنسحب من المدن العراقية بعد إتمامها لعملية تسليم المسؤولية الأمنية فيها للقوات العراقية وذلك تنفيذاً لبنود الاتفاقية الأمنية بينهما (بي بي سي) - سقوط طائرة ركاب يمنية في المحيط الهندي قبالة جزر القمر وتحطمها وعلى متنها 153 شخص (رويترز) |     |       |      |      |
| 30 يونيو 2009 (الثلاثاء) | عدل | تاريخ | راقب | تصفح |

| 30 يونيو 2009 (الثلاثاء) | عدل | تاريخ | راقب | تصفح |